# Roy Rappaport
Roy Abraham ‘Skip’ Rappaport (Nueva York,  25 de marzo de 1926– Ann Arbor, 9 de octubre de 1997) fue un antropólogo estadounidense, conocido por sus contribuciones a los estudios del ritual y al desarrollo de la teoría en Antropología Ecológica.

## Biografía
Rappaport recibió su doctorado en la Universidad de Columbia y luego presidió la cátedra de Antropología en la Universidad de Míchigan. Fue presidente de la Asociación Estadounidense de Antropología (AAA) entre 1987 y 1989.

## Pensamiento
Su obra más influyente, Cerdos para los Antepasados: El Ritual en la Ecología de un Pueblo de Nueva Guinea, fue publicada en 1968 y nuevamente en 1984. Es un estudio de caso clásico de la ecología humana en una sociedad tribal y de los roles de la cultura y el ritual en la preservación de la sociedad. Su investigación proviene de su trabajo de campo con la tribu Maring Tsembaga de Papúa Nueva Guinea, una sociedad igualitaria sin jerarquías heredadas u oficiales. Este libro es generalmente considerado como la obra más influyente y más citada en la Antropología Ecológica. En vez de analizar las culturas como unidades diferenciadas, Rappaport se enfocó "en poblaciones en el sentido ecológico, esto es, como uno de los componentes de un sistema de intercambios tróficos que tienen lugar dentro de un área limitada”. Rappaport explicó su razonamiento tomando a las poblaciones como algo opuesto a las culturas, "Culturas y ecosistemas no son directamente conmensurables. Un ecosistema es un sistema de transacciones de materia y energía entre poblaciones u organismos distintos, y entre ellos y las sustancias no-vivas de las cuales están rodeados. 'Cultura' es el rótulo para la categoría de aquellos fenómenos distinguidos de otros por su contingencia en los símbolos". Por otra parte, Rappaport concebía a las culturas desde un punto de vista funcional, esto es, como los medios por los cuales una población humana administraba las relaciones con sus entornos naturales con el objetivo de satisfacer sus necesidades biológicas.
Una preocupación que recorre todo su trabajo fue mostrar cómo un sistema ecológico se mantiene a partir de la existencia de fuerzas reguladoras. En el caso de los Maring, la fuerza reguladora consistía en el ritual de sacrificio de cerdos durante tiempos de guerra. Este ritual era llevado a cabo por los miembros de la tribu para absolverse de las deudas mantenidas con las fuerzas sobrenaturales. Manadas de cerdos eran criadas y engordadas hasta que el trabajo requerido traspasaba los límites de la capacidad de carga y arreo de la tribu, en cuyo caso la matanza comenzaba. 
El ritual demostraba cumplir varios propósitos importantes, como la restauración de la proporción entre cerdos y humanos, el abastecimiento de carne de cerdo a las comunidades locales, la prevención de la degradación de la tierra, la sistematización y moderación de las guerras. Rappaport descubrió que un arbusto llamado Rumbim era usado para marcar los comienzos y finales de los períodos de guerra, y que la tribu Maring victoriosa lo plantaba en un área designada para indicar el fin de la batalla y el inicio de la matanza de cerdos. Los cerdos se sacrificaban, se ofrecían a los ancestros y se repartían entre las tribus aliadas como compensación por su apoyo. El arbusto permanecía hasta que la siguiente matanza comenzaba, una vez que la proporción entre cerdos y humanos dejaba de ser abundante y las tribus volvían a competir por recursos limitados. Sus estudios en Papúa Nueva Guinea le permitieron calcular los intercambios de energía dentro de una comunidad, entre tribus vecinas, y de ellas con sus entornos.
Al mismo tiempo que estudiaba cómo la cultura y el ritual podían ser adaptativos, Rappaport también indagaba las formas en que la cultura y el ritual podían resultar maladaptativos o potencialmente dañinos para los sistemas ecológicos. Sostuvo que las culturas a veces sirven a sus propios componentes, como las instituciones económicas y políticas, a costa de las personas y los ecosistemas “(de manera que).... las adaptaciones culturales, como todas las adaptaciones, pueden, y usualmente lo hacen, volverse maladaptativas". A través de su trabajo, Rappaport buscó hacer énfasis en la unidad entre subsistemas como una forma de evitar potenciales problemas en los sistemas sociales. Una vez dijo: "He trabajado buscando la unificación de todo, desde el cultivo de batatas hasta el Dios Todopoderoso .... eso es en lo que estoy interesado". Según Carlos Reynoso: "[Rappaport] Propone entonces investigar en términos sistémicos los mecanismos que hacen que las variables del conjunto se mantengan dentro de rangos tolerables, evitando que se manifiesten oscilaciones que pongan en crisis la continuidad del sistema. Mantener aplanada la amplitud de las oscilaciones es, como se ha visto, la misión esencial de los mecanismos de control retroalimentantes. En los sistemas ecológicos en los que interviene el hombre, es de esperar que los mecanismos de autorregulación incluyan importantes componentes culturales bajo la forma de sistemas simbólicos, pautas de conducta o racionalizaciones". Así, indica Reynoso, "en respuesta a cambios que ponen en peligro los estados de ciertas variables, se 'dispara' el ritual, lo cual tiene el efecto de retornar el estado del sistema dentro de un rango óptimo".
Años de estudio sobre rituales y religión, junto con sus intereses en cuestiones ambientales, derivaron en sucesivas publicaciones que finalmente confluyeron en su obra de síntesis 'Ritual and Religion in the Making of Humanity (Ritual y Religión en la Formación de la Humanidad). El ritual, que define como "la ejecución de secuencias más o menos invariantes de actos y enunciaciones formales no codificadas por los ejecutantes", establece el marco para la aparición y la formulación de la religión. Aquí señala el fenómeno de emergencia de la humanidad como equivalente al desarrollo del lenguaje, el que a su vez trae como consecuencia la emergencia de la religión. El lenguaje es responsable de crear una paradoja, por un lado permitiendo a la humanidad evolucionar, y simultáneamente habilitando la posibilidad del engaño y la disyunción. El acto ritual, explica, es el medio por el cual la humanidad se sirve de la religión para hacer frente a estas amenazas. Mientras que el uso del lenguaje hizo de los humanos la especie más adaptada sobre la Tierra, esto no significa que no implique potenciales peligros. La práctica del ritual sirve para aliviar algunos de estos problemas, en la medida en que el ritual es actuado y no simplemente enunciado. 
De este modo, cuando una persona toma parte en un ritual, está señalando implícita o explícitamente que obedece y cree en la autoridad del ritual, reforzando de esta manera el contrato social en juego. Rappaport explica luego la estructura jerárquica de los órdenes litúrgicos, en la cual encuentra los cuatro elementos del ritual. En la cima de la jerarquía están los "Postulados Sagrados Fundamentales", que constituyen los elementos más esenciales de la religión. Estos postulados tienden a santificarse con el tiempo, ya que son generalmente vagos e incapaces de ser desaprobados, alcanzando un estatus de incuestionabilidad. Luego vienen los axiomas cosmológicos, que describen la naturaleza esencial del universo; las reglas que gobiernan la interacción y la conducta entre las personas; y por último trata la comprensión del entorno, donde ocurren los cambios como respuesta a las condiciones externas. La intercausalidad entre estos puntos (que Rappaport compara con un modelo cibernético) muestra los circuitos autocorrectivos por los cuales los subsistemas sociales pueden ajustar sus variables y generar conductas adaptativas preservando el sistema total del que dependen.
Rappaport, quien en sus comienzos recibió una fuerte influencia de la línea de pensamiento de su maestro Andrew Vayda así como de la de Gregory Bateson, se convirtió en un respetado contribuyente al campo de la antropología y su subsecuente discurso, por el desarrollo y reelaboración de novedosos conceptos antropológicos. Ya en la ecosistémica de Vayda y en la epistemología de Bateson estaban filtradas muchas de las premisas de la teoría de sistemas, la cibernética y la teoría de la información , que resurgen en la obra de Rappaport. Ejemplos explícitos de estas influencias pueden encontrarse en su formulación del concepto de adaptación, un concepto que constituye uno de los ejes de toda su obra:

La adaptación desde este enfoque incluye dos tipos de respuestas: los procesos de auto-regulación, mediante los cuales los sistemas vivos se conservan en un entorno fluctuante, como los procesos de auto-organización, mediante los cuales se transforman en respuesta a las tendencias de cambio en el entorno. Estos dos tipos de procesos se han diferenciado generalmente en antropología y han formado el núcleo de dos formas distintas de análisis: el funcional por una parte y el evolucionista por otra. En cualquier caso, esta distinción seguramente ha sido sobrevalorada, ya que, en un universo en constante cambio, el mantenimiento de la organización probablemente demande su continua modificación.
 Rappaport, 1977

 Esto muestra que el patrón de estabilidad detrás del proceso de cambio evolutivo es el funcionamiento del sistema mayor. Rappaport entiende la adaptación como un proceso de regulación autocorrectivo que funciona en distintos niveles (organismos, sociedades, ecosistemas) integrados jerárquica y temporalmente, fundamental para entender el contexto y el grado de éxito de una cultura, tanto para el antropólogo como para sus participantes.
Entre otras contribuciones, es conocido por su distinción entre "modelos cognitivos" y "modelos operacionales". Los primeros son los modelos del entorno natural construidos por los habitantes de las culturas que actúan en ellos. El modelo operacional, por otro lado, es a través del cual "el antropólogo construye, a través de la observación y la medición de entidades empíricas, eventos y relaciones materiales. El antropólogo toma este modelo para una representación con fines analíticos del mundo físico relativo al grupo que está estudiando.... En cuanto a lo que importa a los actores mismos, este modelo no tiene ninguna función" (Wolf,1999, 19). Según Rappaport, estos dos modelos se clarifican mutuamente.

## Obra
- Rappaport, R.A. (1968) Pigs for the Ancestors. New Haven: Yale University Press.

- Rappaport, R.A. (1977) "La Maladaptación en los Sistemas Sociales". Chicago.

- Rappaport, R.A. (1979) Ecology, Meaning and Religion. Richmond: North Atlantic Books.

- Rappaport, R.A. (1984) Pigs for the Ancestors. 2nd edition. New Haven: Yale University Press.

- Rappaport, R.A. (1987) Cerdos para los antepasados. El ritual en la ecología de un pueblo en Nueva Guinea, Madrid: Siglo XXI

- Rappaport, R.A. (1996) "Risk and the Human Environment." The ANNALS of the American Academy of Political and Social Science.

- Rappaport, R.A. (1999)  Ritual and Religion in the Making of Humanity. Cambridge: Cambridge University Press.